# Fotogramas de Plata 2014
La 65a cerimònia de lliurament dels Fotogramas de Plata 2014, lliurats per la revista espanyola especialitzada en cinema Fotogramas, va tenir lloc el 2 de març de 2015 a la discoteca Joy Eslava de Madrid. Fou presentada per Anabel Alonso.

## Candidatures

### Millor pel·lícula espanyola
| Pel·lícula     | Director                  | Resultat   |
| -------------- | ------------------------- | ---------- |
| La isla mínima | Alberto Rodríguez Librero | Guanyadora |

### Millor pel·lícula estrangera
| Pel·lícula | Director          | Resultat   |
| ---------- | ----------------- | ---------- |
| Boyhood    | Richard Linklater | Guanyadora |

### Tota una vida
| Intèrpret   | Resultat  |
| ----------- | --------- |
| Charo López | Guanyador |

### Millor actriu de cinema
| actriu         | Pel·lícula          | Resultat   |
| -------------- | ------------------- | ---------- |
| Bárbara Lennie | Magical Girl        | Guanyadora |
| Elena Anaya    | Todos están muertos | Candidata  |
| Macarena Gómez | Musarañas           | Candidata  |

### Millor actor de cinema
| Actor            | Pel·lícula            | Resultat  |
| ---------------- | --------------------- | --------- |
| Raúl Arévalo     | La isla mínima        | Candidat  |
| Javier Gutiérrez | La isla mínima        | Guanyador |
| Dani Rovira      | Ocho apellidos vascos | Candidat  |

### Millor actor de televisió
| Actor           | Sèrie de televisió | Resultat  |
| --------------- | ------------------ | --------- |
| Asier Etxeandía | Velvet             | Candidat  |
| Rodolfo Sancho  | Isabel             | Guanyador |
| Álex González   | El Príncipe        | Candidat  |

### Millor actriu de televisió
| Actriu          | Sèrie de televisió | Resultat   |
| --------------- | ------------------ | ---------- |
| Michelle Jenner | Isabel             | Guanyadora |
| Cecilia Freire  | Velvet             | Candidata  |
| Hiba Abouk      | El Príncipe        | Candidata  |

### Millor actriu de teatre
| Actriu          | Muntatge               | Resultat   |
| --------------- | ---------------------- | ---------- |
| Concha Velasco  | Hécuba                 | Guanyadora |
| Blanca Portillo | El testamento de María | Candidata  |
| Silvia Abril    | Sister Act             | Candidata  |

### Millor actor de teatre
| Actor/Companyia | Muntatge                         | Resultat  |
| --------------- | -------------------------------- | --------- |
| Lluís Homar     | Terra baixa                      | Candidat  |
| Roberto Álamo   | Lluvia constante                 | Guanyador |
| Juan Diego      | Sueños y visiones de Ricardo III | Candidat  |

### Intèrpret més buscat a www.fotogramas.es
| Intèrpret      | Resultat   |
| -------------- | ---------- |
| María Valverde | Candidata  |
| Hugo Silva     | Candidat   |
| Blanca Suárez  | Guanyadora |

### Millor pel·lícula espanyola segons els lectors
| Intèrpret             | Resultat   |
| --------------------- | ---------- |
| El Niño               | Candidata  |
| La isla mínima        | Candidata  |
| Ocho apellidos vascos | Guanyadora |